# Arturo Lanocita
Arturo Lanocita (Limbadi, 4 de juny de 1904 – Milà, 23 d'abril de 1983) va ser un periodista, escriptor i crític cinematogràfic italià.

## Biografia
D'origen calabrès, es va traslladar a Milà i als divuit anys va ingressar a la redacció del periòdic L'ambrosiano d'Umberto Notari i Gastone Gorrieri. Del 1923 al 1930 va ser reporter, redactor de crònica blanca i de tercera pàgina, i després també va treballar en la crítica teatral i literària. Quan el diari va passar a la direcció d'Arnaldo Mussolini, germà menor de Benito, es va traslladar per un breu període a La Stampa, diari dirigir aleshores per Curzio Malaparte. Descobert per Renato Simoni, passà al Corriere della Sera on hi va restar quaranta anys. El 1933 fou promogut a redactor en cap.
Aleshores va començar a ocupar-se de la crítica de cinema, inicialment com a "vice" de Filippo Sacchi i després, de la immediata postguerra, com a titular. Al mateix temps, també va iniciar una activitat discreta com a escriptor: després dels assajos Attori e attrici in pigiama (1926), col·lecció d'entrevistes amb actors i actrius, i Scrittori del nostro tempo (1928), col·lecció de ressenyes de llibres i entrevistes amb escriptors, va adquirir un cert fama com a escriptor del crim: amb Alessandro Varaldo i Alessandro De Stefani va ser un dels primers autors italians inclosos a la famosa sèrie Il Giallo Mondadori, amb títols com Quaranta milioni (1932), Quella maledettissima sera (1939) i Salvateli dalla ghigliottina (1943).
Abans de la caiguda del feixisme es va expatriar a Suïssa (perseguit per dos mandats de detenció, es va refugiar a casa de la seva mare) i es va dedicar al periodisme antifeixista militant amb Sacchi i Ettore Janni. El gener del 1944 fou internat al camp de concentració de Plenterplatz, al voltant de Zúric, però quatre mesos després va arribar a Locarno. Sota el pseudònim d'Antonio Marlengo, va publicar dues sèries de relats breus al setmanari Illustrazione Ticinese, I racconti del sorriso i I racconti dell'incubo, a més d'una novel·la ambientada en el període de la Revolució francesa, Voglio vivere ancora, publicada en terminis entre 1944 i 1945 .
Va romandre a Locarno fins a l'alliberament de Milà. Tornant a la capital llombarda, es va convertir en subdirector del Corriere della Sera i se li va encomanar la direcció del Corriere d'Informazione, que va mantenir fins a 1950: en aquests anys va esdevenir el titular permanent de la columna de crítica cinematogràfica als dos diaris, començant així a seguir els principals Festivals de Cinema. També va publicar la seva darrera novel·la, Il ragazzo che doveva mentire (1949) i l'assaig Cinema, fabbrica dei sogni (1950).
El 1962 esdevingué redactor en cap del Corriere della Sera, deixant la columna de crítica cinematogràfica a Giovanni Grazzini. L'any següent va ser president del Jurat del Festival de Venècia. El 1966 va rebre el premi Borselli i dos anys després va ser nomenat president de l'Associació Llombarda de Periodistes. Després de retirar-se el 1969, continuà treballant al cinema, escrivint les veus sobre el cinema de l'enciclopèdia de De Agostini La grande storia illustrata; es va dedicar també a la crítica televisiva, sostenint una columna al Giornale Nuovo. Va morir a Milà als 78 anys. La seva ciutat natal li ha dedicat un carrer.

## Obres

### Assaig
- Attrici e attori in pigiama (1926)
- Scrittori del nostro tempo (1928)
- Cinema, fabbrica dei sogni (1950)

### Narracions
- Quaranta milioni (1932)
- Quella maledettissima sera (1939)
- Salvateli dalla ghigliottina (1943)
- Croce a sinistra (1945)
- Il ragazzo che doveva mentire (1949)
- Otto giorni d'angoscia (?)
- Il settebello (?)
- Gratis (?)
- La crociera dell'Eldorado (?)
- Voglio vivere ancora (2014, postumo, a c. di Andrea Paganini)